# إدموند بي. موراي
إدموند بي. موراي (بالإنجليزية: Edmund P. Murray)‏ (1 يوليو 1930، بروكلين في الولايات المتحدة - 1 أكتوبر 2007، نيوآرك في الولايات المتحدة)؛ صحفي وروائي أمريكي.